# Methylstyrole
Die Methylstyrole (auch Vinyltoluole oder Methylvinylbenzole genannt) bilden in der Chemie eine Stoffgruppe, die sich sowohl vom Styrol als auch vom Toluol ableitet. Die Struktur besteht aus einem Benzolring mit angefügter Ethen- (–CH=CH2) und Methylgruppe (–CH3) als Substituenten. Durch deren unterschiedliche Anordnung ergeben sich drei Konstitutionsisomere mit der Summenformel C9H10. Sie sind hauptsächlich als methylsubstituierte Styrole anzusehen. Daneben gibt es mit Isopropenylbenzol (α-Methylstyrol) und 1-Propenylbenzol (β-Methylstyrol) noch zwei isomere Verbindungen, bei denen die Methylgruppe an der Ethengruppe und nicht am Benzolring angelagert ist.

## Eigenschaften
Methylstyrole sind farblose Flüssigkeiten mit unangenehmem Geruch.
| Gefahrensymbol | Gefahrensymbol |

| Gefahrensymbol |

| Gefahrensymbol | Gefahrensymbol |

| Gefahrensymbol |

| Gefahrensymbol | Gefahrensymbol |

| Gefahrensymbol |

| Gefahrensymbol | Gefahrensymbol |

| Gefahrensymbol | Gefahrensymbol |

| Gefahrensymbol | Gefahrensymbol |

## Verwendung
2-Methylstyrol wird als Modifikationmittel von Alkydharzen verwendet; so wird es beispielsweise bei der Polystyrolpolymerisation zugegeben, um die Wärmeformbeständigkeit von Polystyrol zu erhöhen.
α-Methylstyrol wird zur Herstellung von Weichmachern für Kunststoffe, Farben, Wachse usw. sowie modifizierter Polyester- und Alkydharze verwendet. Durch Polymerisation kann Poly-alpha-Methylstyrol (CAS-Nummer: 25014-31-7) gewonnen werden.

## Sicherheitshinweise
Unstabilisiert besteht die Gefahr der Polymerisation. Die Monomere werden deshalb stabilisiert und meist als Isomerengemisch in den Handel gebracht. Beim Erwärmen kann der Stabilisator (z. B. 3,5-Di-tert-butyl-brenzcatechin) unwirksam werden und sich Dämpfe von Methylstyrolen bilden, die mit Luft ein explosionsfähiges Gemisch bilden können.